# Lőcsei járás

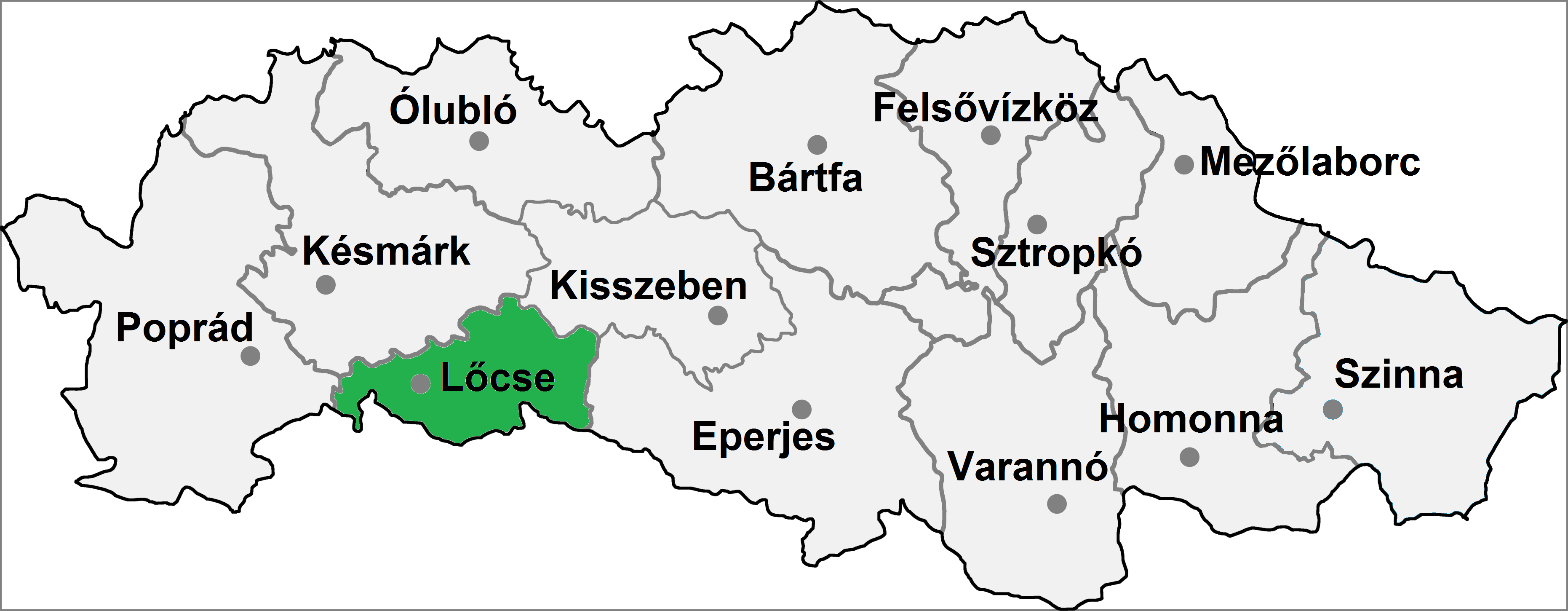
A Lőcsei járás

A Lőcsei járás (Okres Levoča) Szlovákia Eperjesi kerületének közigazgatási egysége. Területe 357 km², lakosainak száma 33 262 (2011), székhelye Lőcse (Levoča). A járás területe teljes egészéban az egykori Szepes vármegye területe volt.

## Népessége
| Év:            | 1994.  | 2004.   | 2014.   | 2024.   |
| -------------- | ------ | ------- | ------- | ------- |
| Emberek száma: | 30 330 | 32 266  | 33 391  | 33 310  |
| Eltérés:       |        | +6,38 % | +3,48 % | -0,24 % |

| Év:            | 2023.  | 2024.   |
| -------------- | ------ | ------- |
| Emberek száma: | 33 192 | 33 310  |
| Eltérés:       |        | +0,35 % |

## A Lőcsei járás települései
- Alsórépás (Nižné Repaše)
- Baldóc (Baldovce)
- Beharóc (Beharovce)
- Csütörtökhely (Spišský Štvrtok)
- Dolyán (Doľany)
- Dománfalva (Domaňovce)
- Felsőrépás (Vyšné Repaše)
- Felsőszalók (Vyšný Slavkov)
- Garancspetróc (Granč-Petrovce)
- Göbölfalva (Buglovce)
- Görgő (Spišský Hrhov)
- Harakóc (Harakovce)
- Hidegpatak (Studenec)
- Kiskerény (Kurimany)
- Kolcsó (Klčov)
- Korotnok (Korytné)
- Kőperény (Uloža)
- Lengvárt (Dlhé Stráže)
- Lőcse (Levoča)
- Nagyolsva (Oľšavica)
- Nemessány (Nemešany)
- Polyánfalu (Poľanovce)
- Pongrácfalva (Pongrácovce)
- Ragyóc (Ordzovany)
- Szepesalmás (Jablonov)
- Szepesdaróc (Dravce)
- Szepesmindszent (Bijacovce)
- Szepesrét (Lúčka)
- Szepesszentlőrinc (Brutovce)
- Szepesszentpál (Pavľany)
- Szepestölgyes (Dúbrava)
- Szepesváralja (Spišské Podhradie)
- Tarcafő (Torysky)